# Euphranta mexicana
Euphranta mexicana är en tvåvingeart som beskrevs av Allen L.Norrbom 1993. Euphranta mexicana ingår i släktet Euphranta och familjen borrflugor. Inga underarter finns listade i Catalogue of Life.